# Hilario López Millán
Hilario López Millán (Hellín, Albacete, 1945 - Madrid, 17 de agosto de 2023) fue un periodista, colaborador televisivo y cantante de copla español.

## Carrera
En 1964, se mudó a Madrid y comenzó su carrera en el mundo de la radio en la Estación Escuela de Radio Juventud. A partir de ese momento, inicia una trayectoria en la radio, participando en programas como Protagonistas, La lengua viperina, Aquí te espero y El rincón de la gloria.
No obstante, López Millán fue especialmente conocido por ser uno de los pioneros de los programas de corazón en España. En 1991 participa en el programa La Palmera, emitido en La 1. Más adelante, se convierte en una de los colaboradores más populares de finales de los años noventa y principios de los 2000 en programas como Día a día, con María Teresa Campos (Telecinco), Sabor a ti, con Ana Rosa Quintana (Antena 3), y Tela marinera, con Carolina Ferre (Canal 9). En 2001 publicó el libro Crónica Rosa de España. En 2004, recibió la Antena de Oro por su trayectoria profesional.
En el ámbito musical, publicó los álbumes de copla Hilario (PDI, 1991) y As de Coplas (Digimusic, 2000). De 2007 a 2012 fue jurado del programa Se llama copla en el Canal Sur, que se convirtió en el espacio con más audiencia en la historia de la cadena.
El periodista tiene una calle dedicada a su nombre en Hellín, su ciudad natal. Falleció el 17 de agosto de 2023 debido a una deshidratación.

## Vida personal
López Millán era abiertamente homosexual, y estaba casado con quien fue su pareja durante 46 años. Fue amigo cercano de Rocío Jurado y otras celebridades.

## Programas de televisión
- A dos de cinc, te o cafè? (1988)
- La casa por la ventana (1989)
- La Palmera (1988-1991)
- Día a día (1996-1998)
- Tela marinera (1998-2000)
- Telemaratón fin de siglo (1999)
- Sabor a ti (1998-2004)
- A tu lado (2002, 2005-2007)
- Se llama copla (2007-2012)
- A tu vera (2010-2011, 2015-2016, 2018)
- Qué tiempo tan feliz (2011-2016)
- Nuestro cine (2012-2017)
- Lazos de sangre (2018, 2020)

## Discografía

### Álbumes de estudio
- Hilario (PDI, 1991)
- As de Coplas (Digimusic, 2000)

### Sencillos
- "Esperanza / María De La O" (PDI, 1991)